# Contribuição predial
A contribuição predial é um imposto aplicado sobre os imóveis e/ou terrenos. O termo era comumemte usado em Portugal, tendo sido posteriormente substituído pela contribuição autárquica e mais recentemente pelo IMI.
No Brasil é designado por imposto sobre a propriedade predial e territorial urbana, e em Portugal por imposto municipal sobre imóveis.